# 科息斯纲领
科息斯纲领（捷克語：  Košický vládní program) 是1945年捷克斯洛伐克共产党人与捷克斯洛伐克流亡政府之间達成的一项协议。當時他们在科希策会面。兩方就战后的權力分配進行談判。双方商定戰後要将德国人驱逐出捷克斯洛伐克。
1945年4月5日，雙方批准了科息斯纲领。纲领草案由捷克斯洛伐克共产党起草。科息斯纲领全文共16章，綱領中提到右翼政党以及德国和匈牙利民众对德國佔領捷克斯洛伐克负有集體責任。   綱領中還提到要實行一党制；將大公司國有化並實行社会主义改革；在外交、安全和国防政策上倒向苏联。